# Hôtel de Ville (Bagnolet)

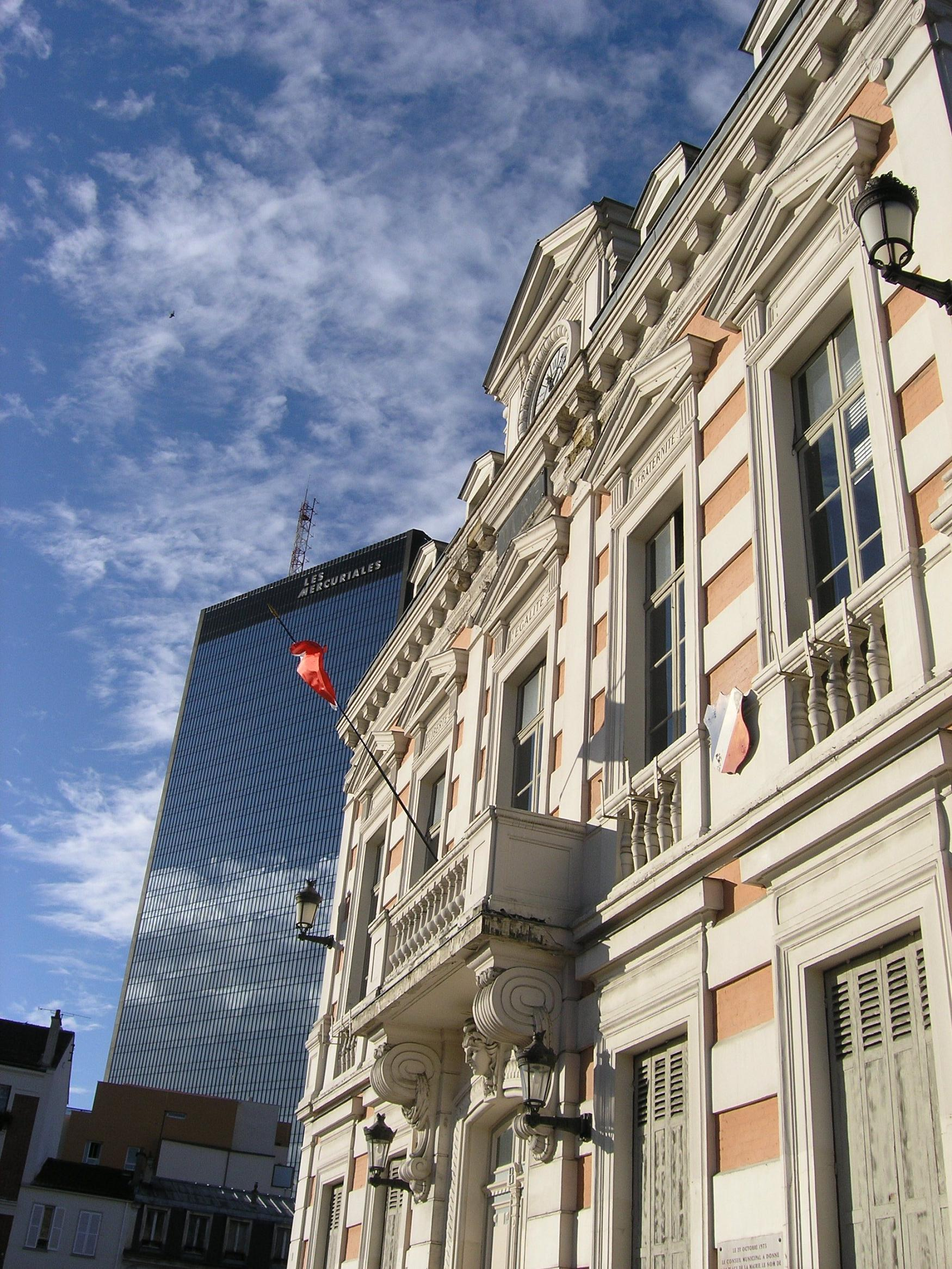
Hôtel de Ville in Bagnolet

Das Hôtel de Ville (deutsch Rathaus) in Bagnolet, einer französischen Stadt im Département Seine-Saint-Denis in der Region Île-de-France, wurde 1881 errichtet. Das Hôtel de Ville  an der Place Salvador Allende wurde am 17. Juli 1881 feierlich eingeweiht.
Das Gebäude aus Ziegel- und Haustein besitzt fünf Fensterachsen, wobei die Mittelachse von einem prächtigen Aufbau mit Uhr und Dreiecksgiebel überragt wird. Über fünf Stufen erreicht man das Portal, darüber ist ein Balkon für Veranstaltungen vor dem Rathaus angebracht. 
Im ersten Obergeschoss befindet sich der Trausaal, der mit einer Holzvertäfelung geschmückt ist.